# Stora Havsjön, Västmanland
Stora Havsjön är en sjö i Hällefors kommun i Västmanland och ingår i Norrströms huvudavrinningsområde. Sjön har en area på 0,739 kvadratkilometer och ligger 226 meter över havet. Sjön avvattnas av vattendraget Kaggabäcken. Vid provfiske har abborre fångats i sjön.

## Delavrinningsområde
Stora Havsjön ingår i det delavrinningsområde (663951-144419) som SMHI kallar för Mynnar i Rällsälven. Medelhöjden är 245 meter över havet och ytan är 28,96 kvadratkilometer. Det finns inga avrinningsområden uppströms utan avrinningsområdet är högsta punkten. Kaggabäcken som avvattnar avrinningsområdet har biflödesordning 4, vilket innebär att vattnet flödar genom totalt 4 vattendrag innan det når havet efter 268 kilometer. Avrinningsområdet består mestadels av skog (78 procent). Avrinningsområdet har 1,65 kvadratkilometer vattenytor vilket ger det en sjöprocent på 5,7 procent.